# Ерих Кестнер
Емил Ерих Кестнер (Дрезден, 23. фебруар 1899 - Минхен, 29. јул 1974) је био немачки аутор, песник, сценариста и сатиричар, познат пре свега по својим шаљивим, друштвено оштрим песмама и по књигама за децу, укључујући Емила и детективе. Међународну награду Ханс Кристијан Андерсен добио је 1960. године за аутобиографију Als ich ein kleiner Junge war (When I Was a Little Boy). Четири пута је номинован за Нобелову награду за књижевност. 

## Биографија

### Дрезден 1899 - 1919
Кастнер је рођен у Дрездену, у Саксонији, а одрастао је у улици Königsbrücker Straße. У близини је накнадно отворен музеј Ерих Кастнер у вили Аугустин која је припадала Кастнеровом ујаку Франзу Аугустину.
Кастнеров отац, Емил Рикард Кастнер, био је мајстор седлар. Његова мајка, Ида Амалиа (рођена Аугустин), била је слушкиња, али у тридесетим годинама се школовала за фризера како би допуњавала приходе свог супруга. Кастнер је имао посебно близак однос са мајком. Када је живео у Лајпцигу и Берлину, готово свакодневно јој је писао прилично интимна писма и разгледнице, а препотентне мајке редовно се појављују у његовим списима. Говорило се да је отац Ериха Кастнера био породични јеврејски лекар Емил Цимерман (1864 - 1953.), али ове гласине никада нису поткрепљене. Кастнер је о свом детињству писао у својој аутобиографији Als ich ein kleiner Junge war 1957, (Кад сам био мали дечак). Према Кастнеру, он није патио од тога што је био јединац, имао је много пријатеља и није био усамљен.
Кастнер је 1913. године ишао у учитељску школу у Дрездену. Међутим, одустао је 1916. мало пре полагања испита који би га квалификовали за предавање у државним школама. Позван је у Краљевску саксонску војску 1917. године и био је обучаван у тешкој артиљеријској јединици у Дрездену. Кастнер није послат на фронт, али бруталност војне обуке коју је прошао и смрт савременика које је доживео снажно су утицали на његов каснији антимилитаризам. Немилосрдно бушење којем је подвргнут његов наредник са бушилицом такође је изазвало доживотно стање срца. Кастнер то приказује у својој песми Наредник Ваурицх.
По завршетку рата, Кастнер се вратио у школу и положио Абитур испит са одликовањем, стичући стипендију од града Дрездена.

### Лајпциг 1919 - 1927
У јесен 1919, Кастнер се уписао на Универзитет у Лајпцигу да студира историју, филозофију, германистику и позориште. Студије су га одвеле у Росток и Берлин, а 1925. је докторирао на тези о Фридриху Великом и немачкој књижевности. Студије је платио радећи као новинар и критичар у новинама Neue Leipziger Zeitung. Међутим, његове све критичније критике и „неозбиљна“ објава његове еротске песме "Abendlied des Kammervirtuosen" (Вечерња песма коморног виртуоза) са илустрацијама Ериха Осера довели су до његове смене 1927. године. Исте године се преселио у Берлин, иако је наставио да пише за Neue Leipziger Zeitung под псеудонимом „Бертхолд Бургер“ (Bert Citizen) као слободни дописник. Каснер је касније користио неколико других псеудонима, укључујући "Мелкјор Курц" (Melchior Kurtz), "Питер Флинт" (Peter Flint), и "Роберт Нојнер" (Robert Neuner).

### Берлин 1927 - 1933
Кастнерове године у Берлину, од 1927. до краја Вајмарске републике 1933, биле су му најпродуктивније. Објављивао је песме, новинске колумне, чланке и критике у многим важним берлинским часописима. Редовно је писао у дневним листовима као што су Berliner Tageblatt и Vossische Zeitung, као и у Die Weltbühne. Hans Sarkowicz и Franz Josef Görtz, уредници његових комплетних дела (1998), наводе преко 350 чланака написаних између 1923. и 1933. године, али он је морао написати и више, јер се зна да су многи текстови изгубљени када је Кастнеров стан изгорео током бомбардовањa у фебруару 1944.
Кастнер је објавио своју прву књигу песама, Herz auf Taille 1928. године, а до 1933. године објавио је још три збирке. Његов His Gebrauchslyrik (Текст за свакодневну употребу) учинио га је једном од водећих фигура покрета Нова стварност, који се усредсредио на употребу трезвеног, удаљеног и објективног стила за засићење савременог друштва.
У јесен 1928. објавио је своју најпознатију књигу за децу Емил и детективи, коју је илустровао Валтер Триер. Власница издавачке куће Weltbühne, Едит Јакобсен, предложила је Кестнеру да напише детективску причу. Књига је продата у два милиона примерака само у Немачкој и од тада је преведена на 59 језика. Роман је био необичан по томе што је, за разлику од већине дечје књижевности тог периода, смештен у савремени Берлин, а не у свет бајки. Кастнер се такође уздржао од отвореног морализирања, пуштајући да поступци ликова говоре сами за себе. Његов наставак, Emil und die Drei Zwillinge (Емил и три близанца) објављен 1933. године, одвија се на обалама Балтика. Књиге о Емилу су утицале на стварање других књига у понжанру литературе о дечијим детективима. Емил и детективи адаптиран је за сцену пет пута, од чега је три пута у Немачкој и по једном у Великој Британији и Америци.
Кастнер је овај успех наставио са још Pünktchen und Anton (1931) и Das fliegende Klassenzimmer (1933). Илустрације Валтера Триера значајно су допринеле огромној популарности књига. Das fliegende Klassenzimmer (Летећи разред) је неколико пута прилагођен за сцену: 1954, 1973. и 2003. године.
Године 1932. Кастнер је написао Der 35. Mai (35. мај), која је смештена у фантастичну земљу у коју се улази кроз гардеробу и укључује футуристичке карактеристике попут мобилних телефона.
Филмска верзија Gerhardа Lamprechtа Емила и детективиа (1931) постигла је велики успех. Кастнер је, међутим, био незадовољан сценаријем, а то га је довело до тога да постане сценариста за филмске студије Бабелсберг.
Кастнеров једини роман за одрасле Fabian, објављен је 1931. године. Кастнер је у њега укључио брзе резове и монтаже, у покушају да опонаша филмски стил. Фабиан, незапослени књижевни стручњак, доживљава ужурбано брз темпо као и пропаст Вајмарске Републике .
Од 1927. до 1931. године, Кастнер је живео у улици Prager Straße 17 (данас близу бр. 12) у Берлину у Вилмерздорфу, а након тога, до фебруара 1945. године, у улици Roscherstraßeе 16 у Берлину - Шарлотенбург.

### Берлин 1933 - 1945
Кастнер је био пацифиста и писао је за децу због своје вере у регенеративне моћи младости. Био је противник нацистичког режима и био је један од потписника Хитног позива на јединство. Међутим, за разлику од многих других аутора који критикују диктатуру, Кастнер није отишао у егзил. Након доласка нациста на власт, посетио је Мерано и Швајцарску и састао се са прогнаним писцима, али ипак се вратио у Берлин, тврдећи да ће тамо моћи боље да бележи догађаје. Вероватно је и он желео да избегне напуштање мајке. Његов "Неопходан одговор на сувишна питања" (Notwendige Antwort auf überflüssige Fragen) у Kurz und Bündig објашњава Кастнеров став:
```
"Ја сам Немац из Дрездена у Саксонији 
Отаџбина ме не пушта 
Ја сам попут дрвета које је узгојено у Немачкој
Вероватно ће и тамо увенути."
```

Гестапо је неколико пута испитивао Кастнера, национална унија писаца га је протерала, а нацисти су спаљивали његове књиге као „супротне немачком духу“ током спаљивања књига 10. маја 1933, на подстицај Јозефа Гебелса. Кастнер је лично присуствовао догађају и касније о њему писао. Одбијено му је чланство у новој унији националних писаца под контролом нациста, Reichsverband deutscher Schriftsteller (RDS), због онога што су њени званичници називали „културно бољшевичким ставом у својим делима пре 1933.“
Током Трећег рајха, Кастнер је објавио аполитичне романе попут Drei Männer im Schnee (Три човека у снегу) 1934. године у Швајцарској. 1942. добио је посебно изузеће за писање сценарија за филм Münchhausen, користећи псеудоним Бертхолд Бургер. Филм је био престижни пројекат Уфа студија за прославу двадесет и пете годишњице његовог оснивања, предузећа које је подржао Гебелс.
1944. године Кастнеров дом у Берлину уништен је током бомбардирања. Почетком 1945. године, он и други претварали су се да морају путовати у сеоску заједницу Mayrhofen у Тиролу ради снимања локације за (непостојећи) филм Das falsche Gesicht (Погрешно лице). Стварна сврха путовања била је избегавање коначног совјетског напада на Берлин. Кастнер је такође добио упозорење да су SS планирали да убију њега и друге нацистичке противнике пре доласка Совјета. Био је у Mayrhofen-у када се рат завршио. О овом периоду писао је у дневнику објављеном 1961. године под насловом Notabene 45. Друго издање, ближе Кастнеровим оригиналним белешкама, објављено је 2006. године под насловом Das Blaue Buch (Плава књига).

### Кестнер и бомбардовање Дрездена
У свом дневнику за 1945. годину, објављеном много година касније, Кастнер описује свој шок доласком у Дрезден убрзо након бомбардовања Дрездена у Другом светском рату у фебруару 1945. године и проналазећи град као гомилу рушевина у којима није могао препознати ниједну улицу или знаменитости међу којима је провео детињство и младост.
Његова аутобиографија Als ich ein kleiner Junge war започиње јадиковком за Дрезденом (цитирано према енглеском преводу, When I Was a Little Boy):
```
"Рођен сам у најлепшем граду на свету. Чак и ако је твој отац, дете, био најбогатији човек на свету, не би могао да те одведе да га видиш, јер оно више не постоји. . . . За хиљаду година изграђена је њена лепота, за једну ноћ је потпуно уништена".
```

### Минхен 1945 - 1974
По завршетку рата, Кастнер се преселио у Минхен, где је постао уредник културне рубрике за Neue Zeitung и издавач Pinguin-а, часописа за децу и младе. Такође је био активан у књижевним кабареима, у продукцијама у Schaubude (1945–1948) и Die kleine Freiheit (после 1951), као и на радију. Током овог времена написао је бројне скечеве, песме, аудио представе, говоре и есеје о националсоцијализму, ратним годинама и суровој стварности живота у послератној Немачкој. Међу њима су најзапаженија Marschlied 1945 (Марш 1945) и Deutsches Ringelspiel. Такође је наставио да пише књиге за децу, укључујући Die Konferenz der Tiere (Конференција о животињама), пацифистичка сатира у којој се светске животиње удружују како би успешно натерале људе да се разоружају и склопе мир. Од ове сликовнице направљен је анимирани филм аутора Курта Линда. Кастнер је такође обновио сарадњу са Едмундом Ником којег је упознао у Лајпцигу 1929. године, када је Ник, тадашњи шеф музичког одсека на Radio Silesia, написао музику за Кастнерову радио представу Leben in dieser Zeit. Ник, сада музички директор у Schaubude, углазбио је више од 60 Кастнерових песама.
Кастнеров оптимизам у непосредној послератној ери уступио је место резигнацији, јер су Немци на Западу покушали да нормализују свој живот након економских реформи раних 1950-их и последичног „економског чуда“ (Wirtschaftswunder). Додатно се разочарао кад је канцелар Конрад Аденауер ремилитаризовао Западну Немачку, учинио је чланицом НАТО- а и преусмерио је у могући војни сукоб са Варшавским пактом. Кастнер је остао пацифиста и говорио је у антимилитаристичком (Ostermarsch) демонстрацијама против стационирања нуклеарног оружја у Западној Немачкој. Касније је такође заузео став против рата у Вијетнаму.
Кастнер је почео све мање да објављује, делом и због све већег алкохолизма. Није се придружио ниједном од послератних књижевних покрета у Западној Немачкој, а педесетих и шездесетих година 20. века постао је доживљаван углавном као аутор књига за децу.
Његов роман Фабиан адаптиран је у филм 1980. године, као и неколико књига његових наставака. Најпопуларније од ових адаптација биле су две америчке верзије Замка за родитеље, направљене 1961. и 1998, а засноване на његовом роману Das doppelte Lottchen (Лоти и Лиса).
Кастнер је 1960. године добио награду Ханс Кристијан Андерсен за Als ich ein kleiner Junge war, његову аутобиографију. Енглески превод Florence и Isabel McHugh, објављен као When I Was a Little Boy 1959. године, освојио је амерички награду "Луис Керол" 1961. године.
Кастнер је добио још неколико награда, укључујући Немачку филмску награду за најбољи сценарио за немачку филмску верзију Das doppelte Lottchen1951, књижевну награду града Минхена 1956, и награду Георг Бихнер 1957. Влада Западне Немачке наградила је Кастнера својим редом за заслуге, Bundesverdienstkreuz-ом (Савезни крст за заслуге), 1959. године. Године 1968. добио је "Lessing-Ring" заједно са књижевном наградом немачког масонског реда.
Кастнер је 1951. изабран за председника ПЕН центра западне Немачке и на тој функцији је остао до 1961. године. 1965. постао је емеритус председник. Такође је имао кључну улогу у оснивању Међународне дечје библиотеке (Internationale Jugendbibliothek), у Минхену. 1953. био је оснивач (IBBY - International Board on Books for Young People) Међународног одбора за књиге за младе.
Кастнер се никада није оженио. Последње две књиге за децу Der kleine Mann и Der kleine Mann und die kleine Miss  написао је за свог сина Томаса Кастнера, рођеног 1957. године.
Кастнер је често читао из својих дела. Двадесетих година 20. века снимио је неке од својих песама социјалне критике, а у неким филмовима према његовим књигама наступио је као приповедач, као и за прву аудио продукцију Pünktchen und Anton. Остали снимци за "Deutsche Grammophon" укључују песме, епиграме и његову верзију народне приче Тил Ојленшпигел. Читао је и у позориштима, попут Позоришта Кивије у Минхену, и за радио, за који је читао Als ich ein kleiner Junge war и друга дела.
Кастнер је умро од рака једњака 29. јула 1974. у болници Neuperlach у Минхену. Сахрањен је на гробљу Светог Ђорђа у минхенском округу Богенхаусен. Убрзо након његове смрти, Баварска академија уметности основала је књижевну награду у његово име.
По њему је назван астероид 12318 Кастнер.